# Edita de Lorenzo
María Edita de Lorenzo Rodríguez (Orense, 17 de abril de 1968) es una ingeniera de Telecomunicación española, y es la primera mujer en dirigir una escuela de ingeniería en Galicia. En 2009 fue electa como directora de la Escuela Técnica Superior de Ingeniería de Telecomunicación de Uvigo, convirtiéndose en la primera mujer en Galicia a cargo de una escuela de ingeniería.

## Trayectoria
De Lorenzo inicio sus estudios en la Escuela Técnica Superior de Ingeniería de Telecomunicación de la Universidad de Vigo (UVigo) en 1986, y fue parte de la segunda promoción. Tras completar su formación, comenzó su trayectoria como docente en la Universidad de Valladolid. Posteriormente, en 1994, regresó a la Universidade de Vigo donde defendió su tesis doctoral.
Desde 1998, De Lorenzo es profesora titular en el Departamento de Teoría de la Señal y Comunicaciones de la Universidad de Vigo. En 2009, fue además elegida directora de la Escuela de Ingeniería de Telecomunicaciones de la misma universidad, cargo que ocupó durante seis años. Pertenece a la parte del Comité Sabias de la Cátedra Feminismos 4.0 de la Universidad de Vigo.
Aparte de directora, De Lorenzo también ha ocupado los puestos de vocal de la Unidad Mujer y Ciencia de Galicia desde 2011, de vicedecana del Colexio oficial Enxeñeiros Telecomunicación Galicia (COETG) y de vicepresidenta de la Asociación de Enxeñeiros de Telecomunicación de Galicia (AETG) desde mayo de 2017, así como de secretaria de la Junta Directiva de la Asociación PuntoGal desde junio de 2017.
De Lorenzo fue cofundadora de la rama española de la organización IEEE Women in Engineering (WIE) de mujeres en ingeniería, que forma parte del Instituto de Ingenieros Eléctricos y Electrónicos (IEEE).
Sus líneas de investigación se basan en el análisis y síntesis de antenas y sistemas de detección de radares. Ha colaborado junto a numerosos proyectos de investigación relacionados con sistemas de comunicaciones, y también diseñó una técnica para detectar el cáncer de mama.

## Reconocimientos
En 2010, De Lorenzo fue nombrada Ingeniera del año por el Colexio oficial Enxeñeiros de Telecomunicación Galicia (COETG) y la Asociación de Enxeñeiros de Telecomunicación de Galicia (AETG).